# Karl Popper
Sir Karl Raimund Popper (Beč, 28. srpnja 1902. – London, 17. rujna 1994.), austrijsko-britanski filozof.

## Djelo
Filozof Karl Raimund Popper,  filozof znanosti XX. stoljeća, preminuo je 17. rujna 1994., u 92. godini života. O njegovu golemom utjecaju na znanost i politiku našega doba svjedoče izjave mnogih nobelovaca i glasovitih političara. Sir Peter Medawar, dobitnik Nobelove nagrade za medicinu, izjavio je da je Popper najveći teoretičar znanosti koji je ikada živio. Slično su se o njegovoj filozofiji izrazili i drugi Nobelovci, njegovi bliski suradnici, koautori i učenici, biolog Jacques Monod, Konrad Lorenz, neuropsiholog Sir John Eccles, matematičar i astronom Sir Hermann Bondi, povjesničar umjetnosti Ernst Gombrich, književnik Isaac Asimov i mnogi drugi.
O političkoj filozofiji Karla Poppera, za koju je odlikovan plemićkom titulom Ujedinjenog kraljevstva, najpovoljnijim su se riječima izražavali mnogi ugledni politolozi, socijaldemokrat Bryan Magee, liberal Isaiah Berlin i konzervativac Friedrich Hayek. Njemački kancelari Helmut Schmidt (socijaldemokrat) i Helmut Kohl (konzervativac) napisali su predgovore za Popperovu knjigu odnosno knjigu o njegovoj filozofiji (Josef Strauss nije zaostao.). Jasnoća Popperove filozofije i jednostavnost njegova stila karakteristike su kojima plijeni pažnju široj čitalačkoj publici. Među filozofima Karl Popper ostat će poznat kao kritičar pozitivističke i “retoričke” filozofije, a među političarima i politolozima kao veliki liberal i kritičar filozofskih korijena totalitarizma. Zbog toga njegova filozofija u zemljama koje su se oslobodile komunističkih režima, s velikim zakašnjenjem upravo danas doživljava veliko uskrsnuće.

## Životopis
Karl Raimund Popper rođen je 28. srpnja 1902. godine u mjestu Himmelhof kraj Beča, u obitelji Dr. Simona Sigmunda Poppera, pravnika i slobodnog zidara i glazbeno nadarene gospođe Jenny. Do sedamnaeste je godine Karl Popper bio marksist, ali ga je ubrzo napustio i s vremenom postao jedan od njegovih najoštrijih kritičara.
Tridesetih je godina predavao matematiku i fiziku u srednjim školama, bavio se glazbom, socijalnim radom i filozofijom. Popper se oštro suprotstavljao vladajućoj neopozitivističkoj filozofiji Bečkoga kruga, a s obzirom na to da je ona predstavljala tadašnju modu ili vladajuću filozofiju, objavljivanje radova bilo mu je otežano; njegovo prvo veliko djelo, Logika istraživanja (1935.) drastično je skraćena verzija trotomne knjige čiji su ostaci kasnije objavljeni pod naslovom Oba osnovna problema spoznajne teorije (1979).
Zbog nadolazeće opasnosti od fašizma, Popper 1937. emigrira na Novi Zeland i do 1945. na Canterbury University Collegeu predaje filozofiju. U to vrijeme nastaju njegove najutjecajnije knjige Bijeda historicizma (1944-45) i Otvoreno društvo i njegovi neprijatelji (1945) u kojima kritizira historicističku filozofija od Heraklita do suvremenih marksista i egzistencijalista. Godine 1946. na poziv Friedricha von Hayeka dolazi u Englesku i do umirovljenja 1969. predaje na Londonskoj školi ekonomije. Zbog antipozitivističkih uvjerenja, koja su se tada već proširila i na anglofone prostore, na najvećim britanskim sveučilištima nije bio omiljen. Unatoč osporavanju britanskih filozofa, prijevod Logike istraživanja na engleski pod naslovom Logika znanstvenog otkrića (1959.) u vanfilozofskim krugovima postiže veliki uspjeh. Predgovorom tom izdanju, u kojem je kritizirao vladajuću filozofsku modu Oxfordskih filozofa, analizu jezika, ponovno je kao nekoć u Beču postao "službena opozicija". Uz već spomenute knjige ranijih rukopisa, godine 1963. izlazi niz Popperovih članaka u knjizi pod naslovom Nagađanja i opovrgavanja. Rast znanstvene spoznaje.
Po umirovljenju intenzitet njegova rada ne prestaje. Objavljuje brojne knjige: Objektivno znanje. Jedan evolucioni pristup (1972.), intelektualnu autobiografiju Beskonačno traženje (1976.), trotomno djelo Postscriptum Logike znanstvenog otkrića (1982-3), i niz članaka pod naslovom U traganju za boljim svijetom (1984). Posebno valja istaknuti njegova djela nastala u suradnji s Nobelovcima Johnom Ecclesom, Ego i njegov mozak (1977), i Konradom Lorenzom Budućnost je otvorena (1985), veoma utjecajne seminare i zbornike radova o evolucionoj spoznajnoj teoriji i izdanja polemičkih i teorijskih tekstova u kojima su mu sugovornici i protivnici bili Theodor Adorno, Jürgen Habermas, Herbert Marcuse, Thomas Kuhn, njegovi kritički učenici Imre Lakatos, Paul Feyerabend i William Bartley, kao i plodne rasprave s brojnim značajnim misliocima poput Willarda van Orman Quinea, Hilary Putnama, Grover Maxwella, Herberta Feigla kao i priloge autora s različitih područja dvotomnome izdanju Paula Arthura Schilppa Filozofija Karla Poppera (1974). U brojnim intervjuima Popper je kritičan prema društvenim, znanstvenim i vladajućim filozofskim rješenjima. Popperov značaj za filozofiju, politiku i znanost našega doba ne iskazuje se stoga samo prihvaćanjem njegovih rješenja, već i polemikama s najznačajnijim misliocima našega doba i brojnim kritičkim raspravama u kojima dominiraju njegove ideje.
Filozofija kritičkog racionalizma koju je zastupao i utemeljio Karl Popper nastala je kao reakcija na osnovne postavke neo-pozitivističke filozofije. Prema pozitivističkom kriteriju demarkacije racionalnosti i iracionalnosti, racionalne su samo one tvrdnje koje se mogu empirijski i logički provjeriti ili verificirati. Tvrdnje koje se ne mogu empirijski provjeriti su besmislene, a pojmovi kojima ne odgovara nešto iskustveno su bez značenja. Prema bečkim pozitivistima, među empirijskim tvrdnjama, racionalnije su one koje imaju veći empirijski sadržaj, odnosno one koje su više puta potvrđene (konfirmirane) elementarnim, "protokolarnim", "atomarnim", “singularnim” ili “bazičnim”, iskustvenim rečenicama. U skladu s time, rast znanja opravdava se povećanjem iskustvenog sadržaja u empirijskim generalizacijama, a do tog povećanja dolazi metodom indukcije. Popper na navedene probleme odgovara upravo suprotno. U skladu s Humeovom kritikom indukcije, po Popperu se indukcijom ne može povećati racionalnost empirijskih generalizacija, jer nije poznat broj instanci koji treba predstavljati apsolutnu potvrdu generalizacije. Isto tako, singularne ili elementarne iskustvene rečenice mogu potvrđivati različite generalizacije, stoga veza između atomarnog suda i generalizacije nije jednoznačna veza potvrđivanja. Naprotiv, značaj elementarnih iskustvenih sudova za racionalnost neke generalizacije sastoji se u tome da one mogu opovrgavati (falsificirati) provizorne generalizacije, hipoteze ili zakone. Prema Popperovom naivnom falsifikacionizmu, uvećanje iskustvenog sadržaja znanja postiže se pronalaženjem instance koja opovrgava provizornu generalizaciju ili hipotezu. Drugim riječima, umjesto empirističkog uzlaznog prodora od iskustva prema općim zakonima, prema Popperu treba krenuti od nagađajuće generalizacije i pokušati je opovrgnuti bar jednom instancom. Time će dokazivanje imati oblik deduktivnog zaključka. Da bude racionalna u metodološkom smislu, hipoteza mora biti opovrgljiva, tj. potencijalno opovrgnuta; zbog toga je potrebno unaprijed navesti instance (tzv. potencijalne falsifikatore) koje će je opovrgnuti ako se pokažu istinitim. To se zove falsifikacionistički kriterij demarkacije racionalnog i iracionalnog. Umjesto induktivnog dodavanja empirijskog značenja, za Poppera je ključni test racionalnosti provjeravanje. Provjeravanjem se izbjegava empiristički problem što zapravo potvrđuju elementarne rečenice. Pojedinačnim testom mogu se dokazati dvije stvari: ako postoji instanca za koju smo unaprijed rekli da će opovrgnuti hipotezu, hipotezu treba odbaciti. Ako se pak ne potvrdi postojanje opovrgavajuće instance, hipoteza ima veći stupanj potvrde (koroboracije), ali ona time nije potkrijepljena (verificirana), ona tim testom nije postala izvjesnija. Stoga se racionalnost sastoji u pronalaženju falsifikatora, u kritici hipoteza ili nagađanja. Ako se pak hipoteza opovrgne, nastaje novi problem: moramo pronaći hipotezu koja će objasniti (uklopiti) i pojedinačnu instancu koja je opovrgnula prethodnu hipotezu i instance koje je objašnjavala prethodna hipoteza. Hipoteza koja će to moći, imat će veći empirijski sadržaj od prethodne, a ujedno će biti i općenitija od prethodne. Za općenitiju hipotezu vrijedi ista norma racionalnosti kao i za prethodnu, i ona mora navesti potencijalne falsifikatore. Međutim, pronalaženjem "posebnih slučajeva" koji se ne uklapaju u hipoteze, svaka sukcesivna hipoteza i teorija ima sve veći empirijski sadržaj jer mora uklopiti i prethodne instance, stoga pronalaženje općenitije generalizacije postaje sve riskantnije, a navođenje potencijalnih falsifikatora sve teže. Postoje tri uvjeta za rast znanja: 
- 1. Nova teorija treba proizići iz neke jednostavne, nove, snažne, ujedinjujuće ideje o povezanosti dosad nepovezanih činjenica
- 2. Nova teorija mora biti neovisno provjerena, ona mora imati nove posljedice koje se mogu provjeriti i voditi do predviđanja dosad neopaženih stvari
- 3. da prođe neke nove ozbiljne provjere

Umjesto “besciljnosti” navođenja empirijskih instanci kod pozitivizma, u kritičkom je racionalizmu rast znanja “ciljan” po tomu što tražimo upravo onu instancu za koja će opovrgnuti generalizaciju. Popperova shema rasta znanja je sljedeća: dokazivanje započinjemo problemom za koji predlažemo neku hipotezu kao potencijalni odgovor. Opovrgavanjem hipoteze dobivamo nov problem, predlažemo novu hipotezu s većim empirijskim sadržajem, ponovno je opovrgavamo, dobivamo nov problem i tako dalje. Takvom evolucijom teorija (opisom, koji je postao temelj Popperove evolucione spoznajne teorije) izbjegavaju se loša rješenja jer spoznajemo kojim putevima više ne bismo trebali kročiti, ali ne možemo spriječiti buduće zablude, jer svaka nova teorija postavlja pred nas nove probleme.
Ciljevi znanosti i znanja su objašnjenje i predviđanje događaja. Struktura objašnjenja i predviđanja ima po Popperu (i Hempelu) oblik hipotetično-deduktivne metode, pri čemu objašnjenjem izvodimo zaključke o prošlim događajima, a predviđanjem o budućim. Opća premisa sadrži hipotetični zakon ili opće pravilo a partikularna premisa sadrži “početne” uvjete; iz njih slijedi zaključak "prošli se događaj morao dogoditi" ili "budući se događaj mora dogoditi" ili “predviđanje p je (ne)istinito”. Naravno, uvijek možemo ili moramo postaviti pitanje legitimnosti pretpostavljenog zakona i zadovoljavanja konkretnih uvjeta iz kojih deduktivno slijedi objašnjavalačka ili predviđalačka konkluzija. Ali pod pretpostavkom istinitosti premisa, konkluzija o događaju nužno slijedi. Zbog toga se takav Popperov model naziva hipotetično-deduktivnim modelom objašnjenja i predviđanja.
Jedan od glavnih problema Popperove filozofije je rast znanja. Znanje raste metodom pokušaja i pogrešaka, nagađanja i opovrgavanja. Navedena obilježja kritičkog racionalizma i evolucione spoznajne teorije međutim impliciraju još radikalnije tvrdnje. Ako je uvjet racionalnosti navođenje instanci koje će potencijalno opovrgnuti naše nagađanje, onda iz toga slijedi da je njihovo nenavođenje iracionalno. To znači da ne postoji apsolutno i neproblematično vrelo izvjesnosti i istine.
Ne postoji teorija ili tvrdnja koju smijemo smatrati apsolutno neoborivom, tvrdnja koja će poslužiti kao apsolutni temelj zgrade znanja. Sve, a pogotovo takve navodno apsolutne tvrdnje, mogu se i moraju kritizirati i opovrgavati. Ne postoji teorija koja može opravdati i utemeljiti sve činjenice. Teorije koje to pokušavaju su u tom smislu iracionalne. To je osnovno polazište Pop-perova antifundacionalizma, odnosno njegove kritike teorija utemeljenja. Ali bez apsolutnih temelja znanja mi nikada ne možemo biti sigurni u istinitost teorija. Popper upravo to i tvrdi. Ono što međutim možemo učiniti jest da na opisani način poboljšavamo teorije, tj. da naše teorije budu sve bliže ili sličnije istini. To je temelj Popperove doktrine o istinolikosti (verisi-militude). Prema tome, cilj znanja, znanosti i racionalnog postupanja stoga ne smije biti traženje apsolutne istine (jer bi ona morala odstupiti od navođenja uvjeta vlastitog opovrgavanja); imperativ znanosti i znanja jest poboljšanje teorija kritikom i pokušaj da se istini približimo.
U teoriji značenja, Popper je konvencionalist. Pojmovi su za Poppera čiste konvencije. Ne postoji apsolutni princip doznačavanja, odnosno određivanja empirijskog značenja nekog pojma. Analiza jezika je stoga zanimljiva igra, ali nam ona ne pomaže u spoznavanju jer spoznajni sadržaj može imati samo sud o nečemu. Ali pored analitičkih igara sa značenjima, postoji i druga pogreška u vezi sa značenjem pojmova. Radi se o pogreški esencijalističke, platoničke ili srednjovjekovno realističke koncepcije koja pretpostavlja da ćemo poznavanjem pojmova ili ideja otkriti nešto o nužnim svojstvima i o nužnom ponašanju stvari koje opisuju pojmovi i ideje. Ona pretpostavljaja da će poznavanjem ideje, imanentnih svojstava stvari i odgovorom na "što-jest" pitanja, objasniti zašto se neka stvar ponaša na određeni način. Prema Popperu naprotiv nema ničega u idejama što bi determiniralo i predviđalo ponašanje stvari. Naše su ideje i pojmovi samo korisni, više ili manje precizni opisi i heuristička sredstva za kategorizaciju raznolikosti zbilje.
Pa ipak, postoji svijet ideja. To je tzv. Popperov treći svijet. To je svijet nezavisan od naših psiholoških predodžbi i fizičke stvarnosti, to je svijet teorija, svijet jezika, umjetnosti i td. On je čovjekova tvorevina, ali nadilazi svoga tvorca. U tom svijetu zatičemo probleme koje tvore same ideje, probleme koje ljudi na određeni način rješavaju, ali koji se ne iscrpljuju u tom dodiru s ljudima. Taj se svijet poviješću i tradicijom umnaža, jer sva rješenja pojedinih problema (i istinita i lažna) mogu postati prob-lem za nekoga drugoga i time nadilaze svoje tvorce.
U tradicionalno-filozofskome sporu oko objašnjenja mišljenja, Popper je dualist, jer misli da se duh ne može svesti ili objasniti fizičkim i zbog toga što po njegovom mišljenju svijest može utjecati na promjene u fizikalnoj realnosti. Čak i kada bi se duševna stanja "u principu" uspjela reducirati na fizikalna, ostao bi jedan reziduum neobjašnjivog i slobodnog, jedan ontološki sloj bitno različit od fizikalnog, koji nazivamo duhom.
Popper nekoliko puta spominje kako je njegovo bavljenje političkom teorijom bilo "slučajno". Unatoč tomu, svoju popularnost velikim dijelom može zahvaliti upravo tim teorijama. Popperova politička teorija proizlazi iz njegovih znanstvenih zahtjeva. Svi kriteriji racionalnosti teorija o kojima je bilo riječi, vrijede i za političke teorije. Ali u političkim teorijama pojavljuju se i njima svojstvene pogreške koje treba izbjeći. Ovdje ću se zadržati samo na tri. Mnogi filozofi od Platona do Marxa smatraju da ideja povijesti (esencijalistički) u sebi sadrži ono što se na neki način mora ozbiljiti. Tako u ideji već postoji klica nužnog budućeg zbivanja, ona ga determinira. Ako ideja determinira ono što se mora dogoditi, onda se konkretni postupci mogu pro-suđivati isključivo tako da vidimo usporavaju li ili ubrzavaju ostvarenje tog konačnog cilja. U skladu s tim, samo onaj koji zna taj cilj, jer shvaća ideju, ima pravo prosuditi koji postupak vodi k cilju, a koji ga od njega odvlači. Takvo prosuđivanje međutim nije moralno. Ono je moralno samo po tome što sudi o postupku "iz budućnosti", prosudbom koliko je ubrzalo ili usporilo nužni tok stvari, ali ono se ne može nazvati moralnim, jer za nj cilj opravdava sva sredstva. Takvu koncepciju Popper naziva moralnim futurizmom. Takvo "poznavanje" cilja ne smije se problematizirati, jer problematiziranje udaljava od cilja, takav postulirani cilj ne može se "u hodu" promijeniti jer ga određuje nadljudska "ideja". Zbog toga se o njoj ne može raspravljati. Oni koji imaju oči da je vide imaju pravo nalagati drugima da čine sve što će je ostvariti, samo oni imaju pravo na "pravu prosudbu". Ali tko zapravo poznaje taj cilj? Tko ima pravo odlučivati o tome što racionalno vodi krajnjem cilju povijesti? Što se događa ako se ljudi ne slažu oko toga što predstavlja taj krajnji cilj? Ako ljudi "vide" različite ideje, i u skladu s tim postavljaju različite krajnje ciljeve povijesti, onda među njima nije moguć razgovor, jer je kriterij tog unutrašnjeg "viđenja" ideje već odredio i njihovo postupanje.
To "viđenje" ideje odnosno cilja povijesti Popper naziva "utopizmom", a postupanje u skladu s njim utopističkim inženjeringom. Utopijski inženjering, kojemu cilj opravdava sredstvo, ne može razlučiti pojedinačne postupke od cjelovitih namjera; on nije sposoban za problematiziranje pojedinih postupaka nezavisno od ideje, cilja ili svrhe povijesti, on procjenjuje postupke nezavisno od morala; stoga sukob dviju takvih ideja ili planova vodi u rat i totalitarizam. Osim što je nemoralna, takva koncepcija nije ni racionalna, jer ne dopušta postojanje instance na kojoj bi se o tim idejama moglo nezavisno raspravljati. Popper se stoga zalaže za socijalni inženjering. To je koncepcija u kojoj se cilj može u svakom trenutku napustiti ili raspraviti ako konkretni postupci za njegovo ostvarenje dovedu do neželjenih posljedica. Mogućnost izbora cilja socijalnog inženjeringa pretpostavlja da ne postoje univerzalni zakoni povijesti ljudskoga društva. Ali čak i kada bi ih netko poznavao, njegova sredstva ne bi smjela zaobilaziti moralnu procjenu.
Poznavanje navodnih zakona povijesti koji su u uskoj vezi s utopizmom, Popper naziva profetizmom, a njegove glasnogovornike (lažnim) prorocima. Poznavanje tih zakona je nemoguće, jer predviđanje događaja mijenja i utječe na tok povijesti. Dugoročnim prognozama Popper suprotstavlja tehnološke prognoze. To su predviđanja koja imaju hipotetični karakter o kojemu smo govorili ranije; naime pod pretpostavkom da su neke zakonitosti istinite, moguće je stvoriti sredstva (izvesti zaključke) kojima bi se u slučaju njihove nepovoljnosti obranili.
Mogućnost odbacivanja i problematiziranja naših ciljeva temelj je Popperove liberalističke filozofije. U njenom prvom planu je shvaćanje da je temelj djelovanja kritičko procjenjivanje i poboljšavanje naših filozofija. Ta je prosudba moguća prije samog djelovanja, ona predviđa posljedice naših izabranih ciljeva i djelovanja, i time sprečava njihovo eventualno negativno ostvarenje.
Ta tvrdnja može poslužiti i kao općeniti moto Popperove filozofije, koji sam autor u djelu Objektivno znanje naziva apologijom ili isprikom za filozofiju:
"Moja je isprika sljedeća. Svi mi imamo svoje filozofije, bez obzira jesmo li svjesni te činjenice ili ne; one ne vrijede mnogo. Ali njihov utjecaj na naša djelovanja i živote često je poguban. Zbog toga je nužno da ih kritikom pokušamo poboljšati. To je jedina isprika daljnjem postojanju filozofije koju sam sposoban pružiti".

## Karl Popper i objektivna epistemologija (3 svijeta)
Karl Popper je smatrao da se znanje širi i raste analogno s biološkom evolucijom, s uklonjenim teorijama koje su zamijenjene boljim, preko falsifikacije do opservacije, eksperimenta i kritičkih argumenata: šaljemo naše teorije van da nestanu u našem mjestu, dramatično je objasnio. Tražio je način da se makne od tradicionalnih filozofskih pogleda znanja kao opravdano, iskreno vjerovanje jedne individue, pokušavajući da to zamijeni objektivnim tijelom znanja: "znanje bez subjekta znanja". Da bi ovo potkrijepio, stvorio je sistem tri svijeta:
1. Prvi svijet: fizičke stvari, fizički podaci
2. Drugi svijet: subjektivni mentalni sadržaj individualnog znanja
3. Treći svijet: komunikabilno, objektivno znanje.

Popperove ideje je prihvatio Bertie Brooks, začetnik kognitivne paradigme u informacijskim znanostima. Brooks Popperove ideje drži najprihvatljivijim filozofskim utemeljenjem za informacijske znanosti (1980). Zadatak informacijskih znanosti je razumijevanje Trećeg svijeta (objektivnog znanja), predstavljenog Prvim svijetom (objektima, tj. dokumentima svakog tipa), i interakcijama s kognicijom korisnika (Drugi svijet).
Na osnovu ovoga, Brooks je došao do temeljne jednačine informacijskih znanosti:
K (S) + ΔI = K(S +ΔS )
K(S) - struktura znanja (knowledge structure)
Δ I - informacijski input
K(S+ΔS) - promijenjena struktura znanja.

## Vanjske poveznice
- https://enciklopedija.hr/clanak/49502
- https://plato.stanford.edu/entries/popper/
- https://iep.utm.edu/pop-sci/